# محمد قابل
محمد قابل (عربی: محمد قابل؛ زادهٔ ۹ ژانویهٔ ۱۹۸۸) یک بازیکن فوتبال اهل عراق است.
از باشگاه‌هایی که در آن بازی کرده‌است می‌توان به کربلا و تیم ملی فوتبال عراق اشاره کرد.
وی همچنین در تیم‌های ملی فوتبال Iraq U-21 تیم ملی فوتبال عراق بازی کرده است.